# Germaine Greer
Germaine Greer (29. siječnja 1939.), australska spisateljica poznata kao jedna od najvećih ikona modernog feminizma.
Rođena je i odrasla u Melbourneu, gdje je završila fakultet. Od početka 1970-ih živi u Londonu gdje je napisala i svoje najvažnije djelo »Ženski eunuh«. U njemu tvrdi da žene, žele li uistinu dosegnuti ravnopravnost, moraju radikalno odbaciti monogamiju, tradicionalnu obitelj i druge institucije koje su muškarci, svjesno ili nesvjesno, ustanovili kako bi žene držali u podređenom položaju. S takvim i sličnim stavovima se feminizam počeo izjednačavati u popularnoj kulturi.
Godine 2000. bila je predmetom napada duševno poremećene čitateljice, ali nije ozlijeđena, a 2005. je sudjelovala u posebnom britanskom izdanju reality showa Big Brother s poznatim osobama.  